# Виллемен, Жан-Антуан
Жан Антуан Виллемен (фр. Jean-Antoine Villemin; 25 января 1827[…], Prey — 6 октября 1892[…], Париж) — французский военный врач, гигиенист и эпидемиолог. Экспериментально доказал, что туберкулёз является инфекционным заболеванием, обусловленным невидимым для невооружённого глаза агентом и передаваемое путём прививки от человека животным. Он вызывал туберкулёз у кроликов и морских свинок, вводя им в дыхательные пути мокроту и кровь больных людей. У заражённых животных развивался генерализованный туберкулёз. Доказал, что туберкулёз может передаваться не только от человека к человеку, но и от животных к человеку, что являлось одной из причин распространения практики пастеризации мясо-молочных продуктов питания. 

## Биография
Изучал медицину в Школе военной медицины в Страсбурге, получил образование военного врача в 1853 году, после чего проходил врачебную практику и преподавал в военном госпитале Валь-де-Грас в Париже. В 1874 году был избран членом Медицинской академии, вице-президентом которой он стал в 1891 году.
Известен открытием инфекционного характера туберкулёза. Виллемен обратил внимание на высокий процент заболеваемости туберкулёзом среди матросов, обитателей монастырей, тюрем. В 1865 году, служа военно-морским врачом на флоте, он описал, как на корабле вспыхнула эпидемия вследствие присутствия одного больного туберкулёзом на судне. Для доказательства инфекционной природы заболевания Виллемен собирал мокроту больных и пропитывал ей подстилку для морских свинок, которые до настоящего времени используются в экспериментах, связанных с этим заболеванием. Свинки заболевали туберкулёзом и умирали от него. Так Виллемен экспериментально доказал, что туберкулёз — заразная («вирулентная») болезнь. Виллемен подчёркивал, что легочная чахотка — вирулентное заболевание, которое стоит в одном ряду с такими заболеваниями, как сифилис и сибирская язва. Однако инфекционное начало болезни, доказанное Виллеменом, сразу не получило должного признания. Так, спустя три года после его доклада во Французской академии наук там была принята резолюция отвергающая его выводы. В это время Луи Пастер предполагал, что в ближайшее время всё же будут выявлены микробы вызывающие туберкулёз, однако эти идеи не получали признания научного сообщества. Ещё в 1873 году французский доктор Пиду публично выступал против вирулентности этой болезни, по его мнению, чахотка имеет тысячу разных форм, и сущность её заключается в омертвении и гнойном разрушении плазматического вещества в лёгких; а это разрушение происходит от массы различных причин, об устранении которых и следует позаботиться врачам и гигиенистам.
Инфекционную природу туберкулёза позже подтвердил немецкий патолог Юлиус Конгейм в 1879 году. Он помещал кусочки органов больных туберкулёзом в переднюю камеру глаза кролика и наблюдал образование туберкулёзных бугорков. В 1882 году Роберт Кох нашёл возбудителя этой болезни — туберкулезную бациллу — лат. Mycobactérium tuberculósis.

## Труды
- « Cause et nature de la tuberculose », in: Bulletin de l'Académie nationale de médecine, Académie nationale de médecine (France), J.-B. Baillière (Paris), Masson (Paris),1865 (A30,T31), p. 211-16, disponible [archive] sur Gallica
- Du Tubercule au point de vue de son siège, de son évolution et de sa nature, Paris : J.-B. Bailliere, 1861, disponible [archive] sur Gallica
- Études sur la tuberculose : preuves rationnelles et expérimentales de sa spécificité et de son inoculabilité, Paris : J.-B. Bailliere, 1868,Texte en ligne [archive].
- Notice sur les titres et travaux scientifiques, Paris: Impr. de E. Martinet, 1869 (circa), Texte intégral [archive].